# 紀州犬
紀州犬（きしゅうけん、きしゅういぬ）は、三重県から和歌山県原産の日本犬の一種。日本犬としては中型である。1934年（昭和9年）、天然記念物に指定された。

## 概要
紀伊国（現在の和歌山県～三重県の熊野地方）の山岳部、すなわち紀伊山地周辺のイノシシ狩猟や、それに伴う諸作業に使われていた土着犬を品種固定した犬で、イノシシ狩猟のための専門の訓練所も存在する。また、近畿地方南部を中心に家庭犬としての愛好者も多い。
和歌山県教育委員会では優良紀州犬章審査会を開催し、特に優良と認められる紀州犬に「優良紀州犬章」を交付し、台帳に登録している。
三重県教育委員会も年に1度審査会を開催し、保存の必要が認められた優良紀州犬を紀州犬台帳に登録するなどして保存に努めている。

## 歴史
1934年5月1日、文部省（現・文部科学省）より、紀州犬は文化財保護法に基づく天然記念物の指定を受けている。そのため、紀州犬の産地である和歌山県や三重県では紀州犬の保護に注力している。
天然記念物に指定されている日本犬6種の中でも飼育頭数が少なめで、ジャパンケネルクラブ(JKC)の2021年登録数では6種中6位にとどまっている。日本犬保存会の年間登録数を見ると1998年（平成10年）は1450頭の登録があったが、2022年（令和4年）には220頭と激減している。

## 特徴

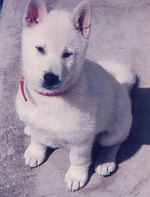
紀州犬（白毛）の子犬

すっきりと鼻筋の通った顔にピンとたった三角耳と細い三角目（虹彩は褐色）を持ち、典型的な日本土着犬の特徴を見せるが、尾は柴犬などに多い巻尾ではなく狼のような差し尾が多い。
硬い直毛の上毛とやわらかく密生した下毛のダブルコートに覆われた体はがっちりした筋肉質で、頭部がやや大きく、顎と地面に踏ん張る四肢の筋肉は特によく発達している。
『一白、二赤、三斑、四胡麻』と言われるように、一般的に白毛が好まれている。現在、紀州犬のほとんどが白い被毛の個体だが、虎毛や胡麻毛も認められている。白色毛のものが多い理由については、薄暗い山林でのイノシシとの誤射を防ぐためとされるが、実際は白が好まれる最近の傾向による部分が大きいとの説もあり、昭和初期頃までは有色犬も少なくなかった。
また元来は白・虎・胡麻のほかに斑毛のものも多く見られたが、天然記念物に指定された1934年以降、毛色の統一が図られた結果、斑毛のものは姿を消した。
- 体高：オス 49 - 55cm / メス 46 - 52cm
- 体重：オス 18 - 25kg / メス 15 - 20kg

## 特性
本来の作出目的は、「紀伊山地周辺の山村におけるイノシシの狩猟およびそれに伴う諸作業」であり、一時はシカ狩りにも用いられた。
優れた犬は1頭でもイノシシを倒すと言われるほどの勇猛さで知られ、気性は荒い傾向がある。そのため躾けを怠って野放しにすると非常に攻撃的な性格になり、（特に家族以外の）人間や犬に噛みつく危険性がある。しかし、きちんと躾を施せば優秀な家庭犬になり、小さな子供のいる家庭でも問題なく飼育できる。
日本土着犬の一般的特性として、主人に忠実でよそ者を警戒する性質を持つため、番犬に適している。ただし、大型動物狩猟犬としての特性上、無駄吠えが少ないため、威嚇よりも撃退向きである。自分や家族に害を及ぼす相手に対しては、一切容赦せず強靭な顎で食らいつく。
体質は非常に丈夫で手入れもしやすく、遺伝病は少ない。山地での激しい狩りにも耐えうる体力・持久力を有するため、飼育する場合には十分な運動が要求される。よって、飼育環境は郊外の一軒家や農村地帯が好ましい。

## 狩猟
紀州犬は、紀伊山地に広がる広葉樹林でのイノシシ狩猟のエキスパートとして、何世紀もの間活躍してきた犬であり、祖先は紀元前からいた土着の中型犬とされる。
伝統的なイノシシ狩猟では、狩猟銃を持った7、8人のハンターと、各ハンターにつき3、4頭の狩猟犬が一つの山の麓からばらばらに森へ入り、音を頼りに追い立てる方法をとる。
通常は、100kg以上の体重と鋭い牙を持つイノシシに中型犬が飛びかかっても簡単に跳ね飛ばされて重傷を負ってしまうため、犬の重要な役目はイノシシに攻撃を加えることよりも、むしろイノシシを一箇所に留めておくことである。犬はハンターが来るまで体勢を低くして遠巻きにイノシシを挑発、イノシシが疲弊したところを狙って、ハンターがとどめをさす。ただし、ハンターが来られそうにない場合など、まれに犬のみで狩りを成功させることもある。
俗説では紀州犬がイノシシを狩る場合、雄がイノシシの前方から、雌が後方から挟み撃ちにして追い詰めると言われる。

## 伝説
江戸時代、紀伊国阪本村の鉄砲名人・弥九郎が山道を歩いていると、オオカミが苦しんでいた。かわいそうに思って助けてやると、後日弥九郎の家の前にオオカミの子と思われる一匹の子犬がいた。弥九郎はその子犬に「マン」という名を与えて育てた。新宮城主が狩猟を行った際、一頭のイノシシが突進してきたが、マンがイノシシを撃退し、その名声は大いに上がったという。
このマンが紀州犬の先祖と伝えられており、紀州犬はオオカミの血を引いているという。また、弥九郎の墓所は熊野観音札所第17番水月山岩洞院（三重県南牟婁郡御浜町阪本）にある。

## 危険犬種（特定犬）としての扱い
一部自治体では、紀州犬を人に危害を加える恐れがある犬種として「特定犬」に指定している。
紀州犬以外に特定犬として指定されている犬種として、土佐闘犬、秋田犬、ジャーマン・シェパード、ドーベルマン、グレートデーン、セント・バーナード、アメリカン・スタッフォードシャー・テリア（アメリカン・ピット・ブル・テリア）がある。
イギリスやフランス、ドイツなど諸外国では土佐闘犬などの闘犬を「危険犬種」としてペット飼育の規制対象に指定しており、飼育が可能な場合であっても、口輪の装着など厳重な管理が義務付けられている場合がある。しかし日本においては、飼主のずさんな管理が原因の特定犬種による咬傷事故が絶えないにもかかわらず、法的な飼育規制はされていない。
2015年9月14日、千葉県松戸市の路上で女性が紀州犬(7歳雄、体長1m20cm余、体重21kg)に噛まれる事故があった。前日に10代の男性が噛まれたことで脱走が判明しており、犬を捜索していた松戸署署員3名と飼い主で取り押さえようとしたが飼い主にも噛みついたため、松戸署員が飼い主に許可を取って拳銃を発砲し射殺した。発砲は13発にも及んでおり全国から非難が殺到したが、松戸署は「麻酔銃は猟友会などしか持っておらず、警察の通常装備にはない。緊急時の対応として、拳銃の使用は適切だった」としている。犬用のおりや網も手配していたが間に合わなかったという。事故後のマスコミ取材で、この犬は劣悪な飼育環境・管理のもとで飼育されていたことが分かった。近所の住民によると、5年前に脱走して人や小型犬に噛みついて以来は狭いベランダで飼われており、散歩に連れていかれるのを見たこともなく、片づけられていない糞尿の異臭がしていたという。その後、11月に松戸署は過失傷害などの罪で飼い主を松戸区検に書類送検しているが、2016年2月12日に松戸区検は不起訴処分としている。理由は明らかにされていない。

## 地犬
かつては地域により大内山犬、熊野犬、太地犬、那智犬、日高犬などと呼ばれたが、現在は紀州犬に統一されている。

## 紀州犬が登場するドラマ・漫画など
- こりせんまん
- 黄金の犬
- 炎の犬
- 宇宙海賊ミトの大冒険
- 銀牙 -流れ星 銀-
- 銀牙伝説WEED
- びんちょうタン
- まっすぐにいこう。
- 白い犬とワルツを

## ギャラリー

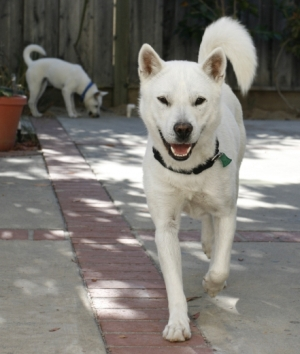
雄紀州犬（前面）と雌紀州犬（後ろ）
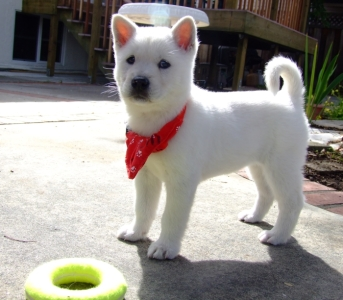
紀州犬の子犬
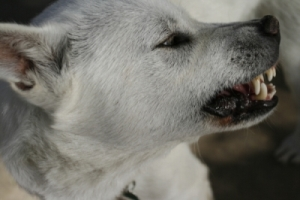
雄紀州犬の歯
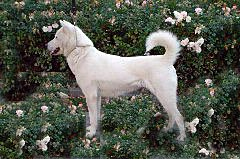
紀州犬
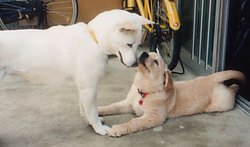
ゴールデン・レトリバーの子犬と戯れる姿。
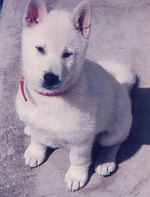
紀州犬（白毛）の子犬.
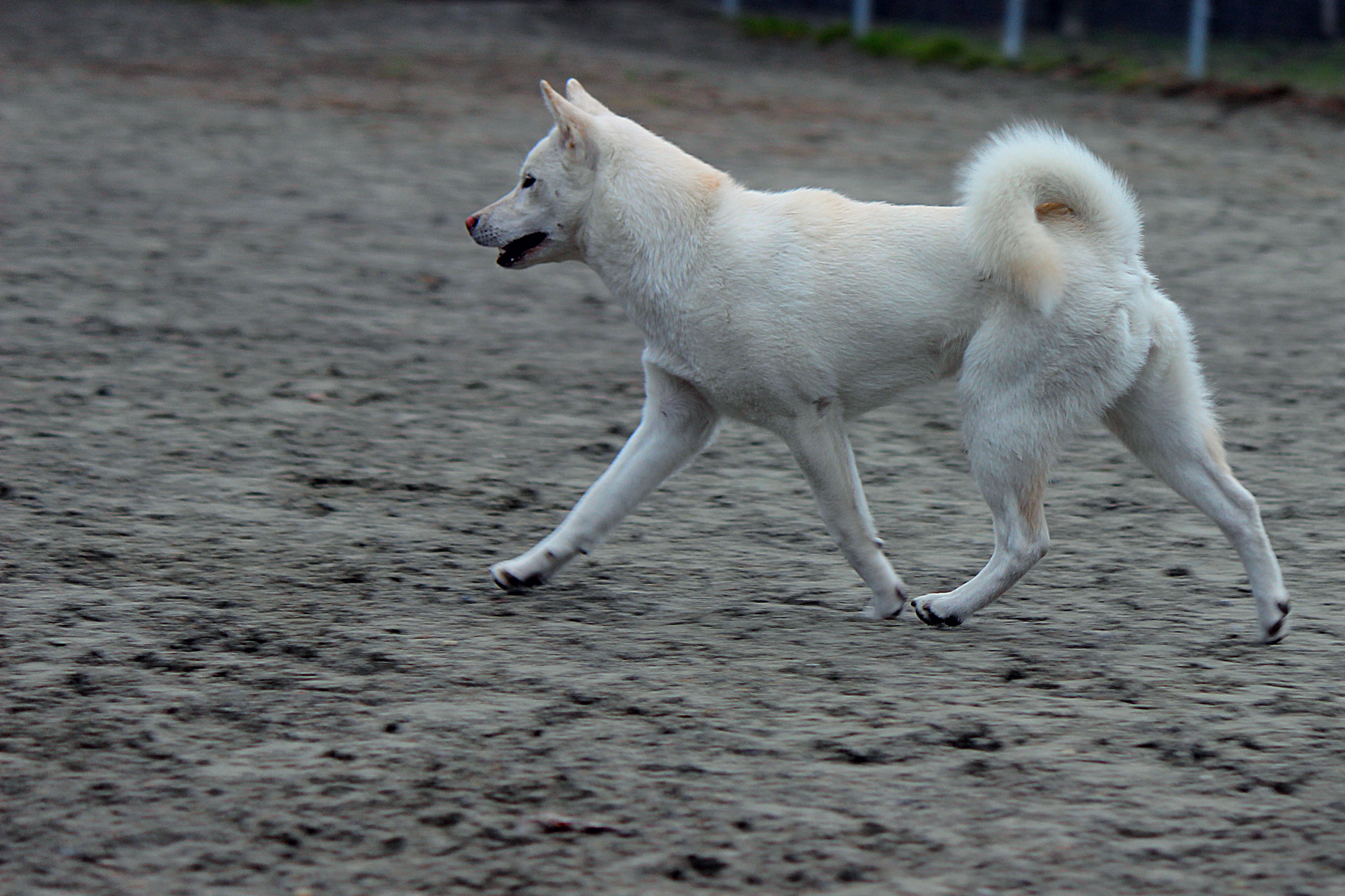
メスの子犬は6〜7ヶ月
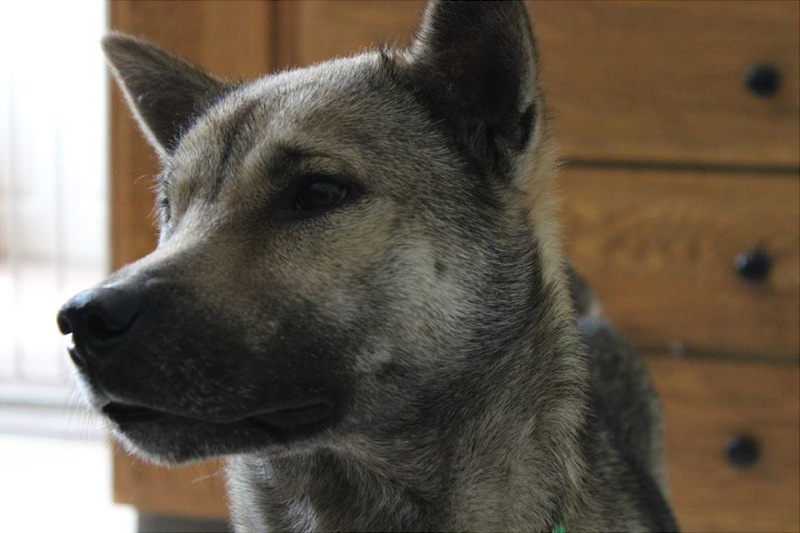
大人の紀州犬
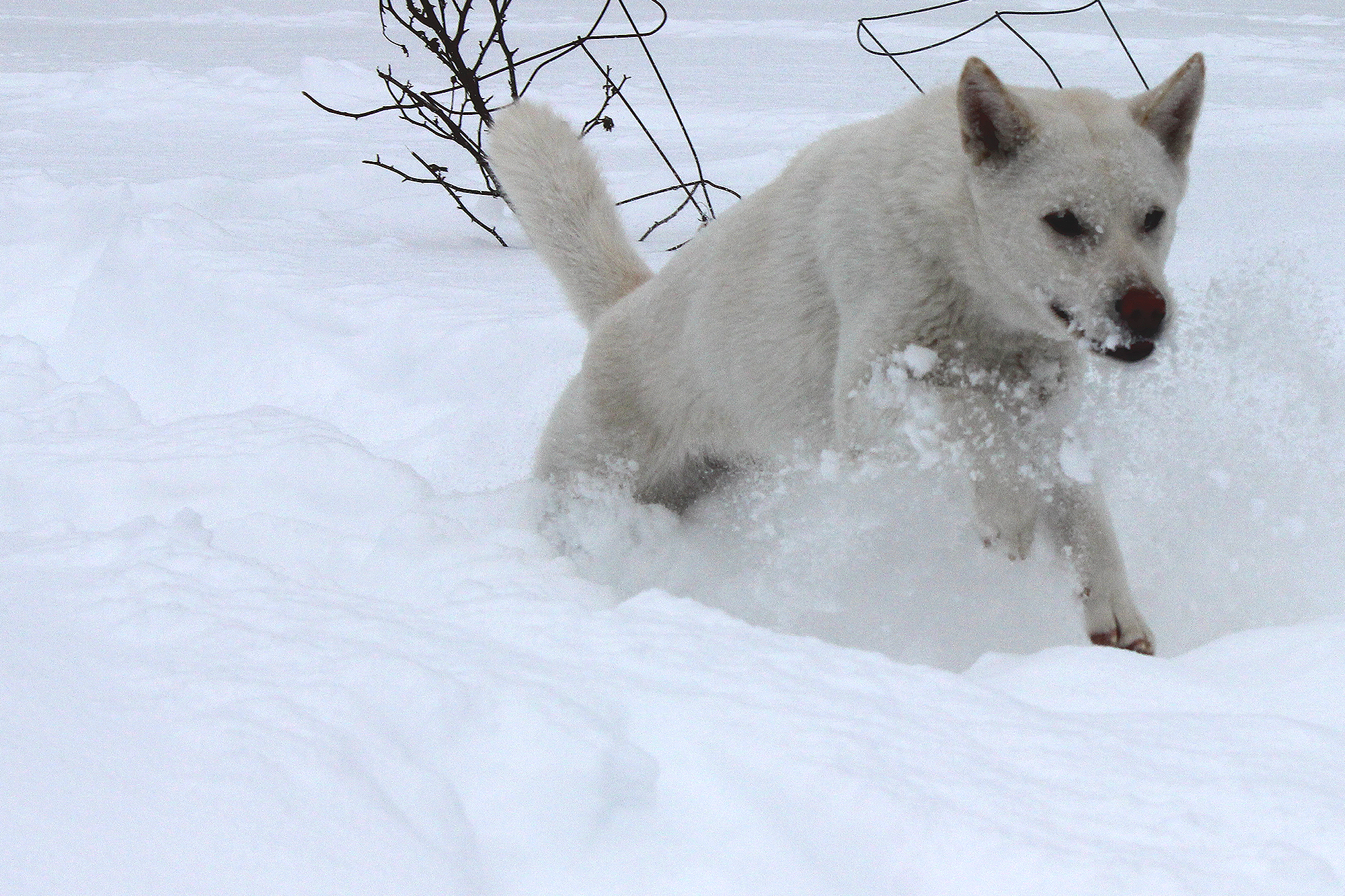
紀州犬は 8ヶ月
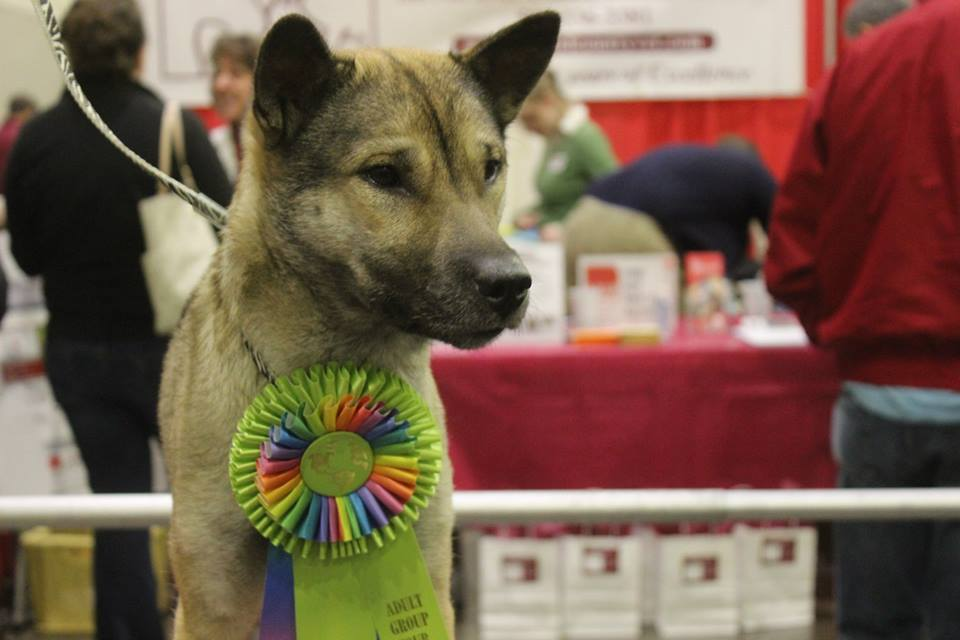
ドッグショーと紀州犬